# دنی گرین
دنی گرین (به انگلیسی: Danny Richard Green Jr) متولد لانگ آیلند از بازیکنان بسکتبال NBA و عضو تیم فیلادلفیا سونتی سیکسرز است. او یک شوتینگ گارد است.